# Suzy Amis
Susan Elizabeth "Suzy" Amis (Oklahoma City, 5 januari 1962) is een voormalig actrice en model van Amerikaanse afkomst.

## Carrière
Amis begon haar carrière als model voor modellenbureau Ford Models, waarna ze begon met acteren begin jaren '80. Ze maakte haar debuut in de komedie Fandango met Kevin Costner. Volgend op Fandango had ze rollen in Rocket Gibraltar (1988), Where the Heart is (1990) en Rich in Love (1993). In 1993 verscheen ze als Josephine "Jo" Monaghan in The Ballad of Little Jo. In Titanic (1997) speelde ze Lizzy Calvert, de kleindochter van Rose DeWitt Bukater (gespeeld door Gloria Stuart). Hetzelfde jaar speelde ze naast Tom Selleck in Last Stand at Saber River. Haar laatste rol speelde ze in Judgment Day (1999).
In 2005 stichtte Amis de non-profitschool MUSE Elementary in Topanga in Californië.

## Persoonlijk leven
Op 4 juni 2000 trouwde Amis met regisseur James Cameron. Ze ontmoette hem tijdens de opnames voor Titanic. Samen hebben ze drie kinderen: Clair, Quinn en Elizabeth Rose. Met haar eerste man, Sam Robards, heeft ze een zoon genaamd Jasper.

## Filmografie
| Jaar | Titel                   | Rol                     | Opmerkingen                       |
| ---- | ----------------------- | ----------------------- | --------------------------------- |
| 1985 | Fandango                | The Girl                |                                   |
| 1987 | The Big Town            | Aggie Donaldson         |                                   |
| 1988 | Plain Clothes           | Robin Torrence          |                                   |
| 1988 | Rocket Gibraltar        | Aggie Rockwell          |                                   |
| 1989 | Twister                 | Maureen Cleveland       |                                   |
| 1990 | Where the Heart Is      | Chloe McBain            |                                   |
| 1993 | Rich in Love            | Rae Odom                |                                   |
| 1993 | Watch It                | Anne                    |                                   |
| 1993 | The Ballad of Little Jo | Josephine "Jo" Monaghan | Alternatieve titel: Little Man Jo |
| 1993 | Two Small Bodies        | Eileen Mahoney          |                                   |
| 1994 | Blown Away              | Kate Dove               |                                   |
| 1994 | Nadja                   | Cassandra               |                                   |
| 1995 | The Usual Suspects      | Edie Finneran           |                                   |
| 1996 | Cadillac Ranch          | C.J. Crowley            |                                   |
| 1996 | One Good Turn           | Laura Forrest           |                                   |
| 1997 | The Ex                  | Molly Kenyon            |                                   |
| 1997 | Titanic                 | Lizzy Calvert           |                                   |
| 1998 | Firestorm               | Jennifer                |                                   |
| 1999 | Judgment Day            | Jeanine Tyrell          | Direct-to-video release           |

| Jaar | Titel                     | Rol                         | Opmerkingen   |
| ---- | ------------------------- | --------------------------- | ------------- |
| 1984 | Miami Vice                | Penny McGraw                | 1 episode     |
| 1997 | The Beneficiary           | Connie Roos                 | Televisiefilm |
| 1997 | Last Stand at Saber River | Martha Cable                | Televisiefilm |
| 1997 | Dead by Midnight          | Lisa Larkin/Dr. Sarah Flint | Televisiefilm |

- Bibliothèque nationale de France: cb14006653d (data)
- Gemeinsame Normdatei: 141805889
- International Standard Name Identifier: 0000 0001 1878 8834
- Library of Congress Control Number: no97033248
- Nationale Bibliotheek van Tsjechië: xx0041274
- Nationale Bibliotheek van Israël: 987007327243205171
- Nederlandse Thesaurus van Auteursnamen: 136897169
- Système universitaire de documentation: 161120407
- Virtual International Authority File: 85559981
- WorldCat: E39PBJvMxR8xhmT3vCx9fWTJXd